# Raid en mer de Chine méridionale
Notes
Des centaines de civils tués et blessés
Théâtre d'Asie du Sud-Est de la Seconde Guerre mondiale
Batailles
Campagne des Philippines
- Formose
- Leyte
- Golfe de Leyte
- Baie d'Ormoc
- Mindoro
- Maguindanao
- Golfe de Lingayen
- Luçon
- Col de Bessang
- Raid de Cabanatuan
- Bataan (1945)
- Manille (1945)
- Corregidor (1945)
- Baguio (1945)
- Raid de Los Baños
- Visayas
- Palawan
- Mindanao
- Jolo
- Davao
- Raid en mer de Chine méridionale

Le raid en mer de Chine méridionale (appelé opération Gratitude) est une opération menée par la troisième flotte américaine entre le 10 et le 20 janvier 1945 pendant la guerre du Pacifique de la Seconde Guerre mondiale. Le raid a été mené pour soutenir la libération de Luçon, aux Philippines. L'objectif visait des navires de guerre japonais, des convois de ravitaillement et des avions dans la région. 

## Le raid
Après avoir attaqué des aérodromes et navires à Formose et Luçon, la troisième flotte rejoint la mer de Chine méridionale dans la nuit du 9 au 10 janvier. Des avions décollés des porte-avions ont attaqué des navires japonais au large de l'Indochine française le 12 janvier, coulant au total 44 navires, - le croiseur français Lamotte-Picquet désarmé et a quai est coulé par erreur -. La flotte a ensuite navigué vers le nord en attaquant de nouveau Formose le 15 janvier. De nouveaux raids ont été menés contre Hong Kong, Canton et Hainan le lendemain. La troisième flotte a quitté la mer de Chine méridionale le 20 janvier et, après avoir effectué de nouvelles attaques contre Formose et les îles Ryukyu, est retournée à sa base le 25 janvier. 
Les opérations de la troisième flotte en mer de Chine méridionale ont été couronnées de succès. La force opérationnelle a détruit un grand nombre de navires et d'avions japonais, tout en perdant relativement peu de ses propres appareils. Les historiens ont jugé que la destruction des cargos et des pétroliers était le résultat le plus important du raid, car ces pertes ont contribué à fermer une route d'approvisionnement qui était vitale pour l'effort de guerre japonais. Les attaques ultérieures par des avions et des navires de guerre alliés ont forcé les Japonais à cesser l'envoi de navire dans la mer de Chine méridionale après mars 1945. 

Raid en mer de Chine méridionale
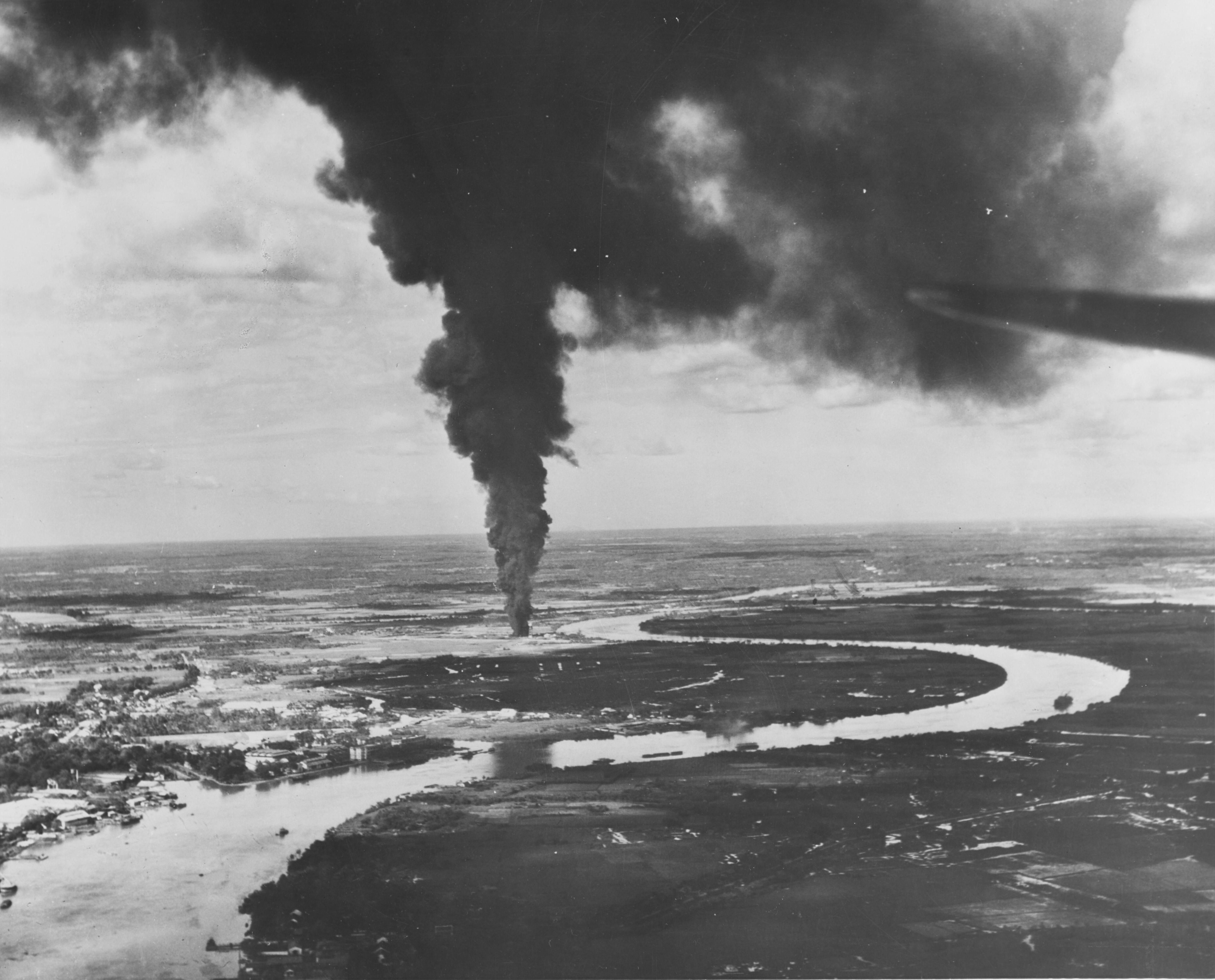
Navires et installations en feu sur le front de mer de Saïgon après une attaque aérienne par des avions de la flotte américaine du Pacifique, le 12 janvier 1945.
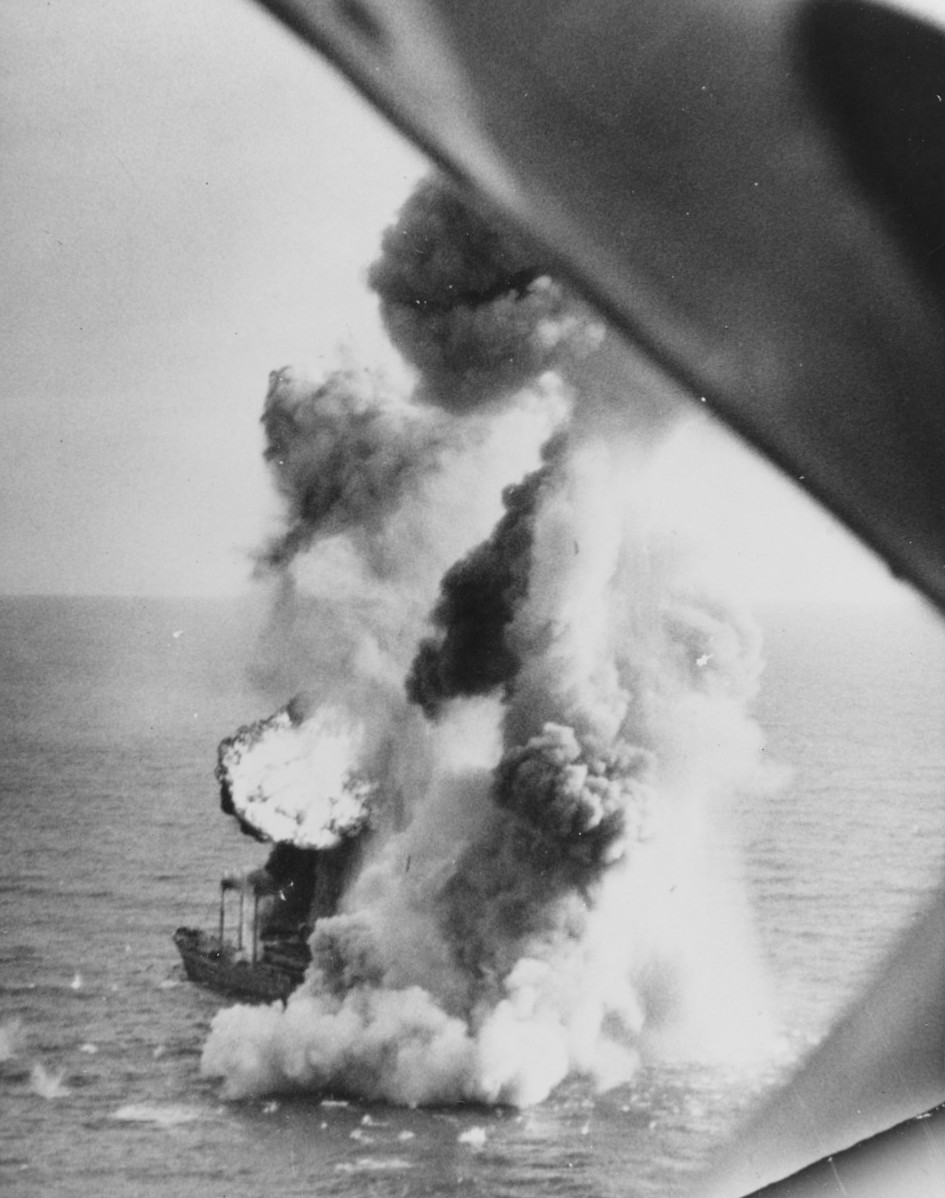
Un cargo japonais d'environ 4 500 tonnes explose lors d'une attaque d'un avion de l'USS Lexington le 12 janvier 1945. Celui-ci participait à une opération de convoyage au sud de la baie de Cam Ranh, en Indochine française. Il transportait une cargaison d'essence ou d'autres matières hautement inflammables.
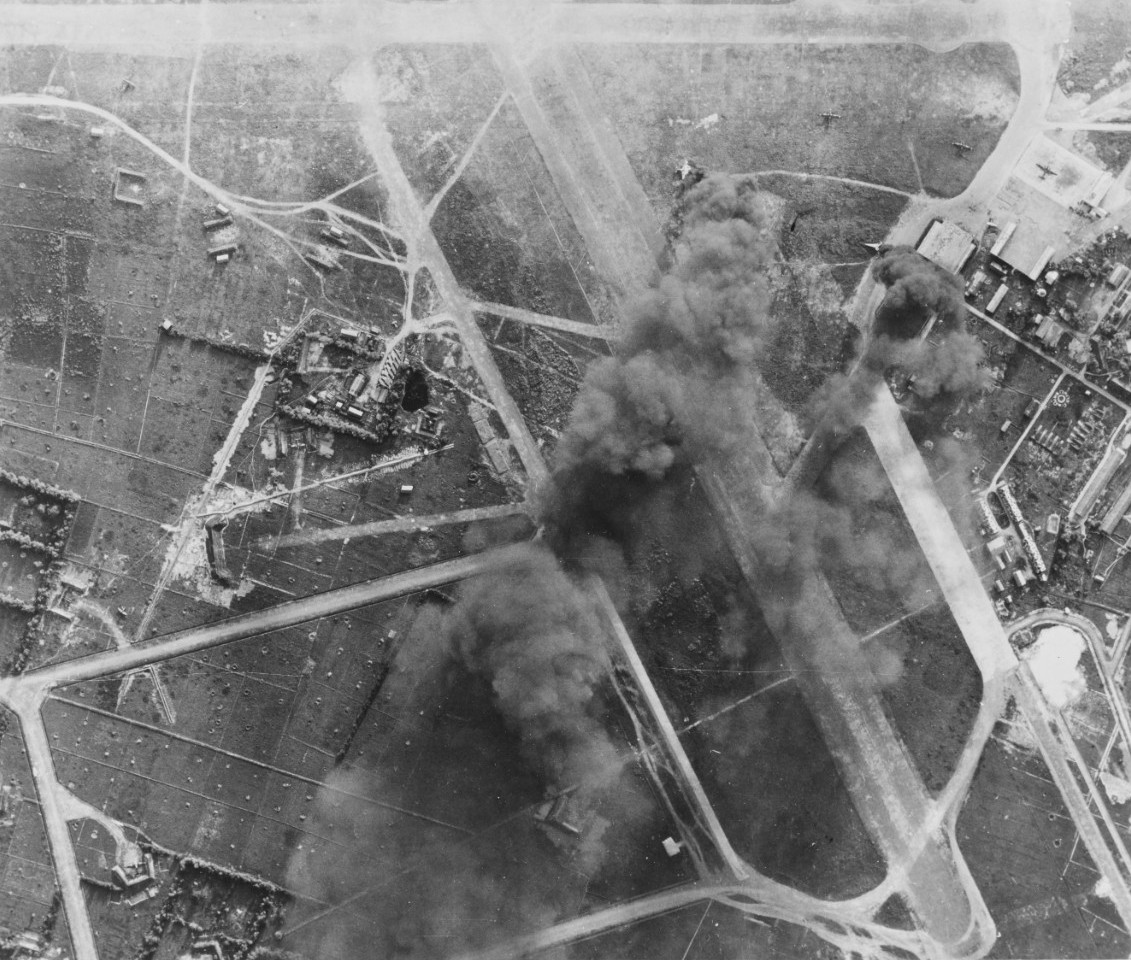
Avions et installations japonaises en flammes à l'aérodrome de Tan Son Nhut, près de Saïgon, après un bombardement des avions de l'USS Wasp le 12 janvier 1945.
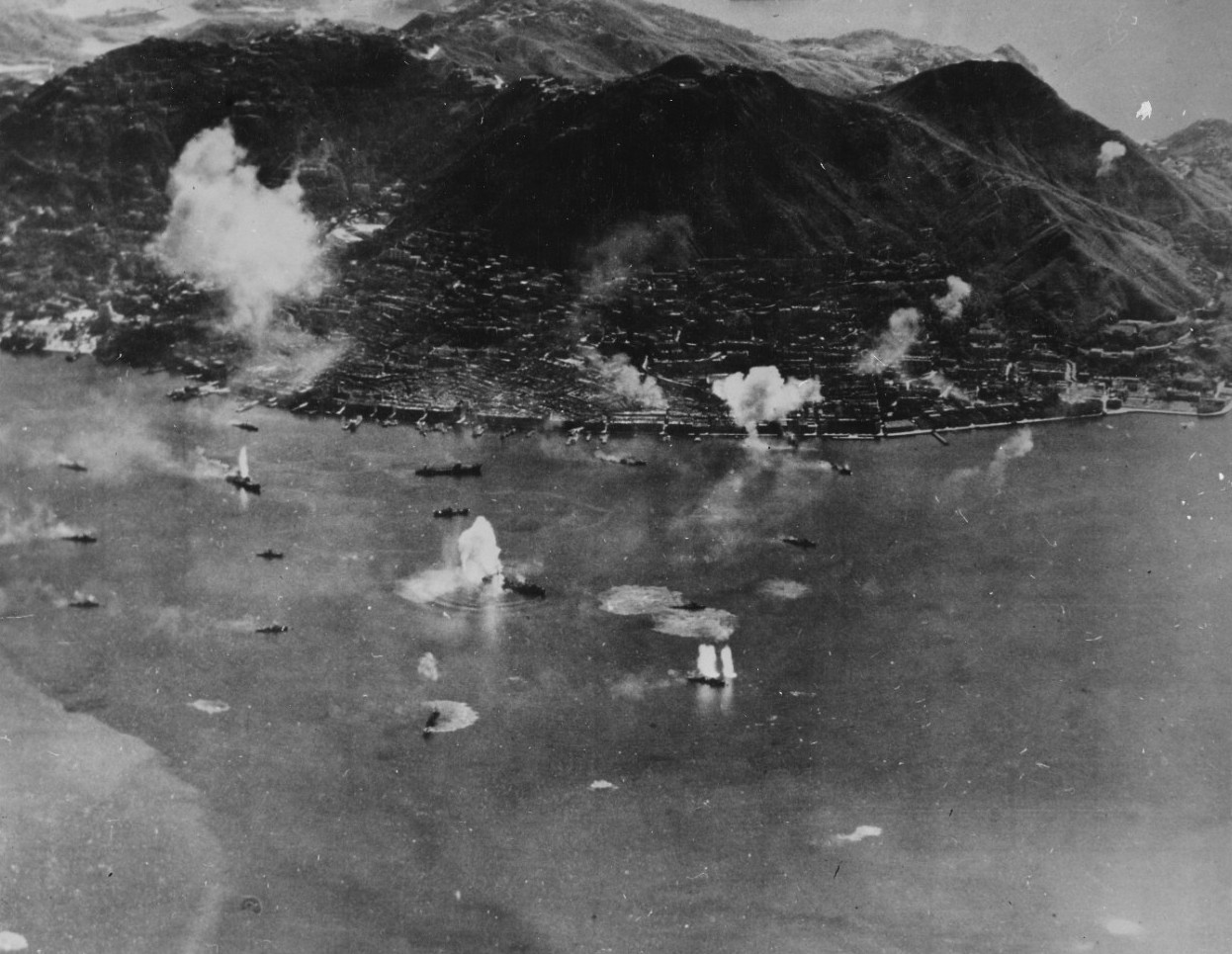
Le port de Hong Kong, attaqué par des avions de la classe Essex commandé par le vice-amiral John S. McCain le 16 janvier 1945.